# Eilema carniola
Eilema carniola là một loài bướm đêm thuộc phân họ Arctiinae, họ Erebidae.